# Lestrade-et-Thouels
 Lestrade-et-Thouels  (en occitano L'Estrada e Toels) es una población y comuna francesa, situada en la región de Mediodía-Pirineos, departamento de Aveyron, en el distrito de Millau y cantón de Saint-Rome-de-Tarn.

## Demografía
| 736 | 672 | 612 | 624 | 534 | 454 |
| Para los censos de 1962 a 1999 la población legal corresponde a la población sin duplicidades (Fuente: INSEE [Consultar]) |     |     |     |     |     |